# Protrigonometopus maculifrons
Protrigonometopus maculifrons är en tvåvingeart som beskrevs av Friedrich Georg Hendel 1938. Protrigonometopus maculifrons ingår i släktet Protrigonometopus och familjen lövflugor. Inga underarter finns listade i Catalogue of Life.